# Pogonomyrmex rastratus
Pogonomyrmex rastratus är en myrart som beskrevs av Mayr 1868. Pogonomyrmex rastratus ingår i släktet Pogonomyrmex och familjen myror.

## Underarter
Arten delas in i följande underarter:
- P. r. pulchellus
- P. r. rastratus

## Bildgalleri

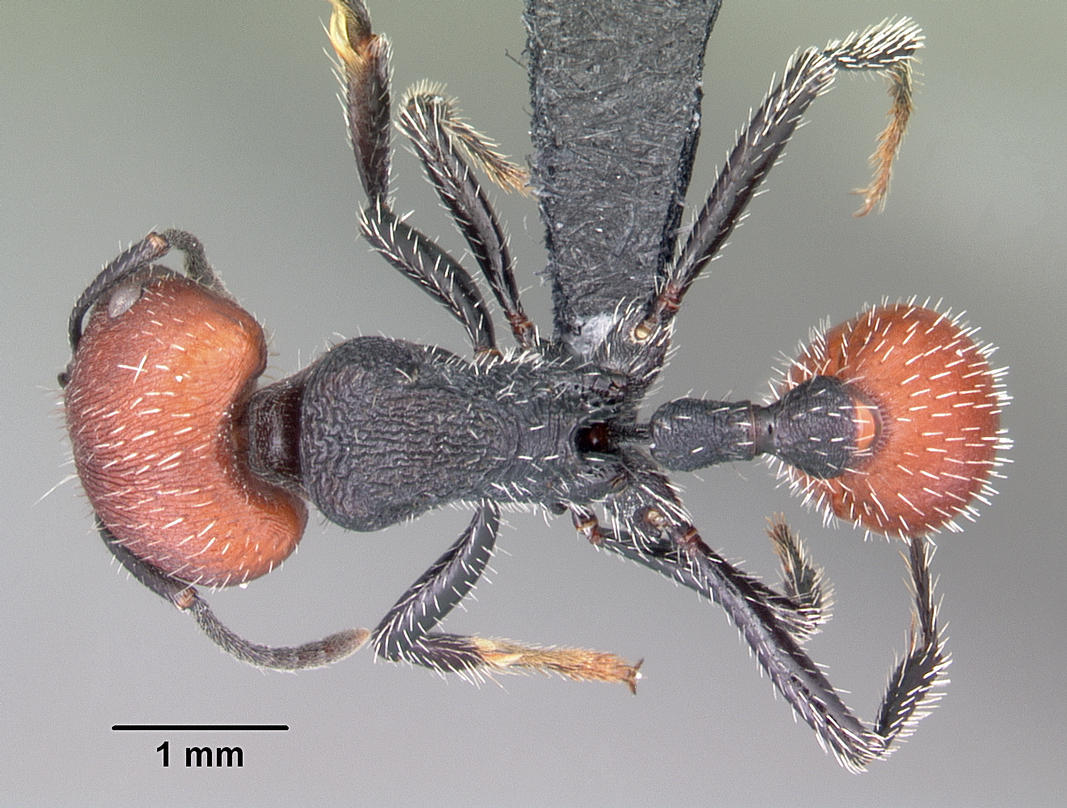
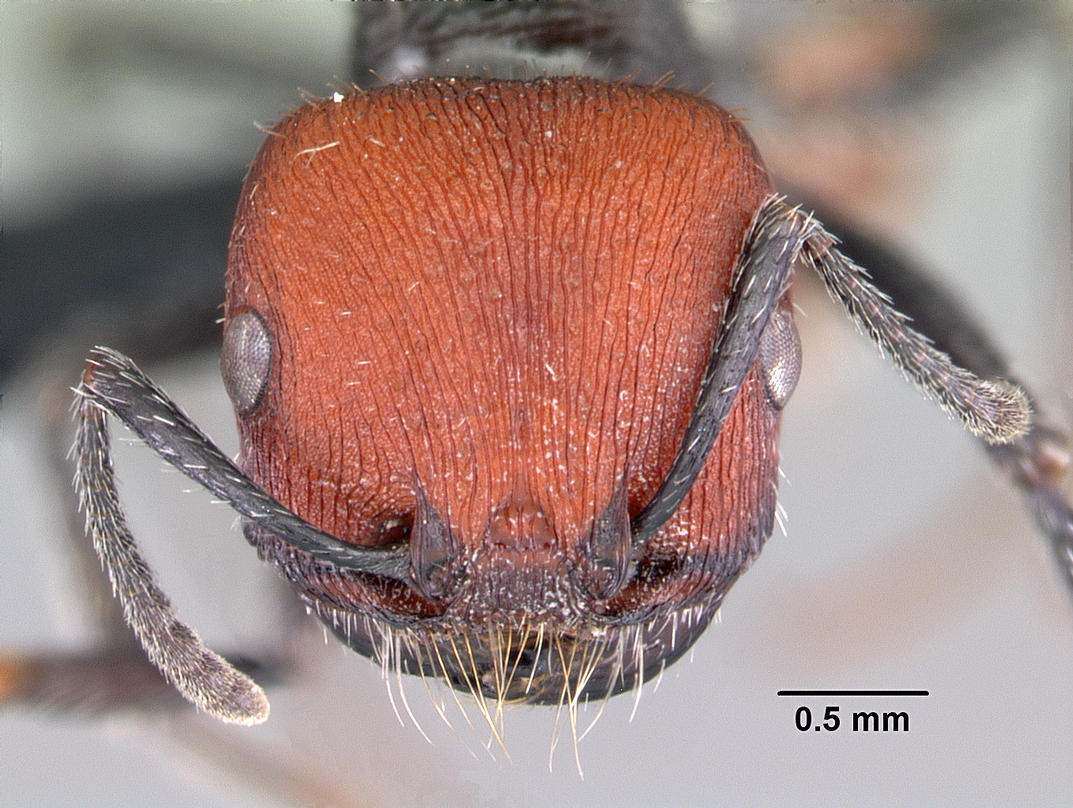
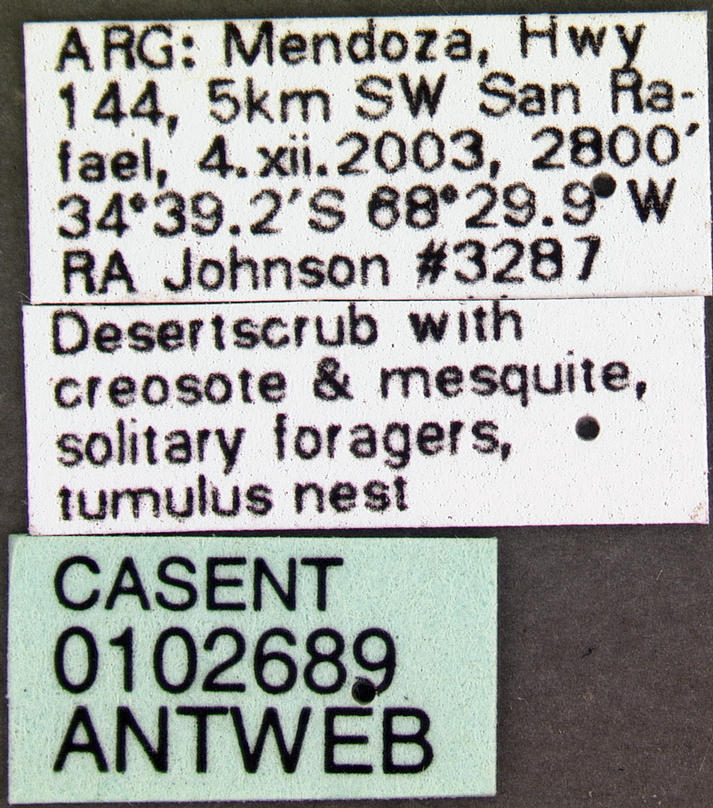
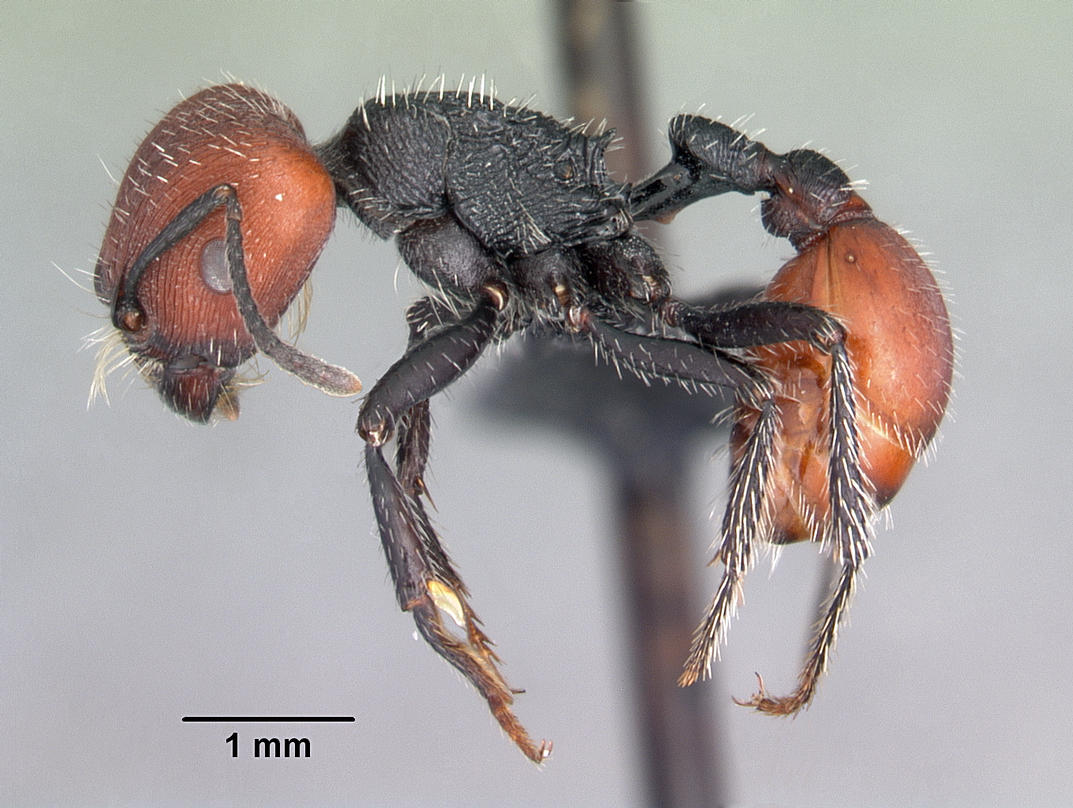
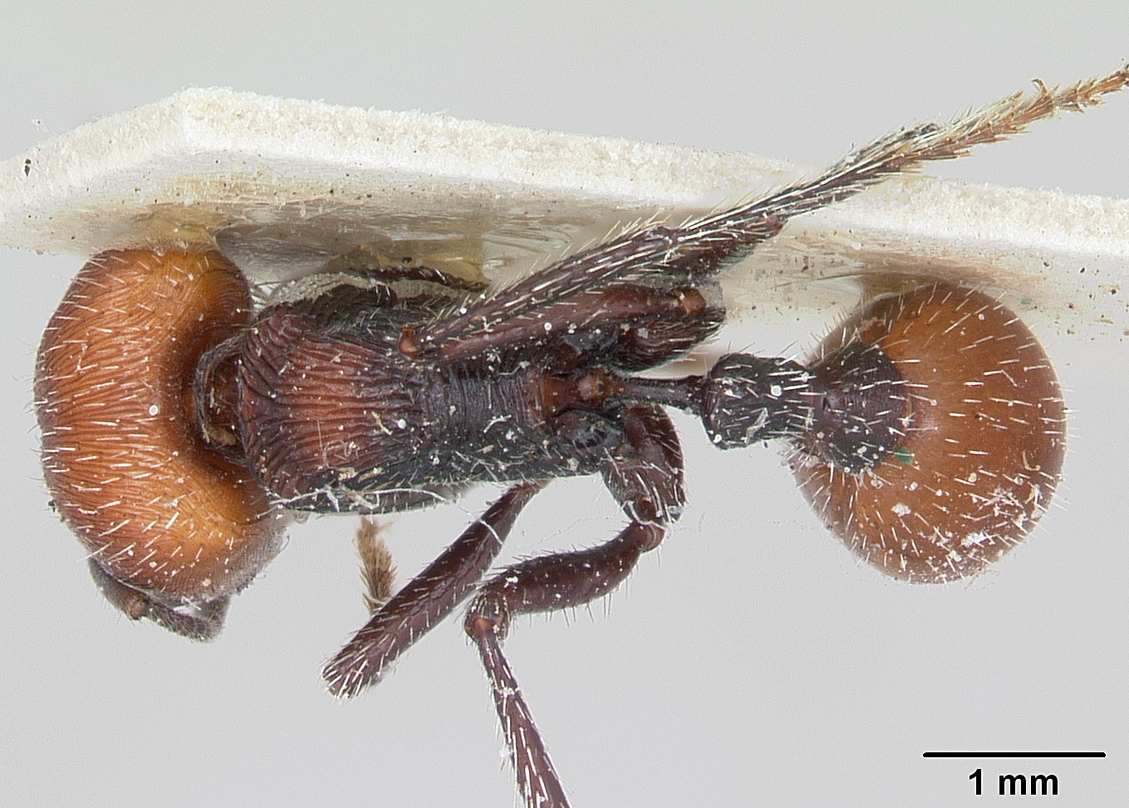
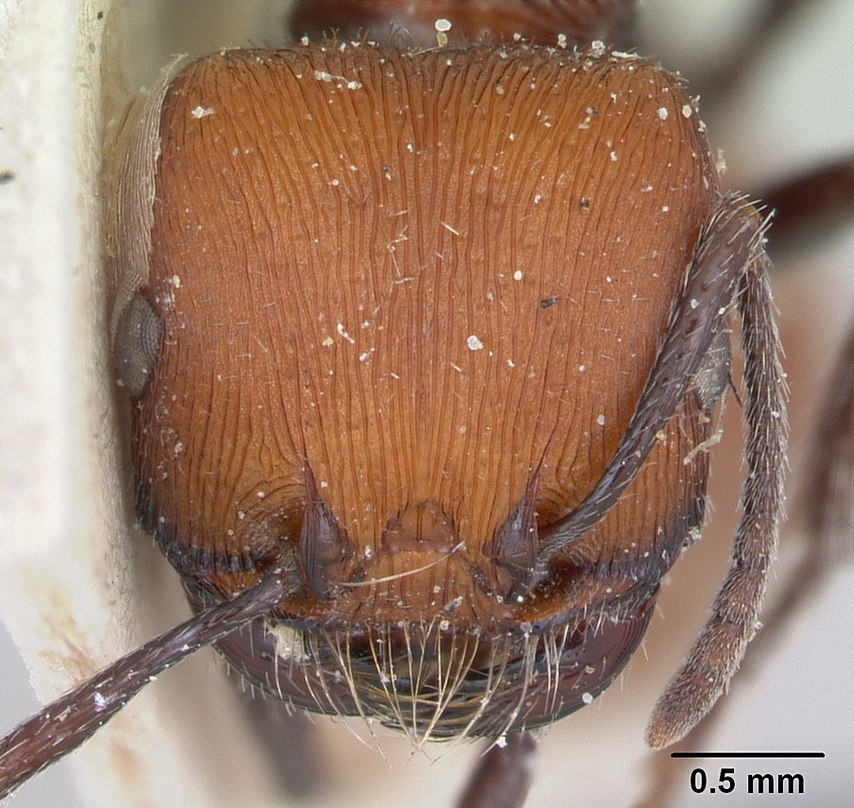